# Il cane e le conchiglie
Il cane e le conchiglie è una favola di Esopo.

## Trama
Un cane vide su un cesto di casa sua delle conchiglie. Le scambiò per delle uova (avendo anch'esse il guscio) e le ingoiò. Poco dopo ebbe un gran mal di pancia e capì la lezione.
Morale: L'apparenza inganna.